# Bob Bourne
Bob Bourne, född den 21 juni 1954 i Netherhill, Kanada, är en före detta professionell ishockeyspelare. 
Bourne draftades av Kansas City Scouts, men ingick sedan i en bytesaffär som skickade honom till New York Islanders. Hans första säsong i NHL var 1974-75, då han gjorde 39 poäng. Säsongen därpå fick han dock till stor del tillbringa i farmarlag. 1976-77 blev Bourne åter ordinarie i Islanders, och han skulle de följande åren vara en viktig del i det Islanders som dominerade i NHL. Bourne spelade mestadels i en kedja med tuffingarna Bob Nystrom och Wayne Merrick, men bidrog också offensivt. tre gånger gjorde han mer än 30 mål under en säsong, och hans 76 poäng 1980-81 är högklassigt. 
I slutspelet 1980, då Islanders vann sin första Stanley Cup, gjorde Bourne 10 mål och 10 assist på 21 matcher. De följande tre åren tog Islanders tre raka Stanley Cup-titlar, och Bourne bidrog i hög grad. Under slutspelet 1983 var han lagets bäste poänggörare, med 28 poäng (8 mål) på 20 matcher. 
I slutspelet 1984 var Bourne knäskadad, och kunde bara titta på när Islanders förlorade finalen mot Edmonton Oilers. Han spelade två säsonger till i ett Islanders på nedgång, men var inte samma spelare som förut. 
1986 tog Los Angeles Kings Bourne på waiverdraften. han spelade två säsonger i Kings, innan han 1988 slutade som spelare. Hans spelarkarriär avslutades med att han 1988 fick ta emot Bill Masterton Memorial Trophy, för sportslighet och hängivenhet till ishockeyn. 
Han blev också utsedd till en av tidningen Sports Illustrateds "Sportsmen of the Year" 1987, för sitt humanitära arbete. 
Bourne har sedan 1993 arbetat som tränare i farmarligorna. 
2006 blev Bob Bourne som nionde spelare någonsin invald i New York Islanders Hall of Fame.